# Бротерус, Виктор Фердинанд
Виктор Фердинанд Бротерус (28 октября 1849 года, Сунд — 9 февраля 1929 года, Хельсинки) — член-корреспондент Императорской Академии Наук (1910), ботаник, бриолог, исследователь мхов и лишайников, школьный учитель.

## Биография
Родился в большой семье, у него было 13 братьев и сестер. В 16 лет стал студентом Императорского Александровского университета в Гельсингфорсе. Во время учебы занимался медицинскими исследованиями, но после заражения крови оставил занятия медициной и работал в школе, одновременно занимаясь биологией. С 1871 преподавал естествознание и математику в шведской школе для девочек в городе Вааса. С 1878 года по 1917 год — работал учителем в Шведской женской школе Гельсингфорса. Умер от пневмонии в 1929 году.

## Научная деятельность
1870 год — получил степень кандидата философских наук.
1884 год — защитил докторскую степень по философии.
Сфера научных интересов — исследование мхов.
Открыл и классифицировал более 1800 новых видов мхов.
Внес большой вклад в исследование мхов, распространенных в Китае и Японии.
Изучал мхи Туркменистана, Африки, Австралии, Бразилии и Новой Гвинеи, благодаря сотрудничеству с бриологами со всего мира.
Автор диссертации о распространении мхов в Кавказском регионе.
1910 год — становится член-корреспондентом Петербургской академии наук.

## Участие в исследовательских экспедициях
1872—1887 годы — участвует в 3-х исследовательских экспедициях на Кольском полуострове.
1877—1881 годы — проводит исследования в 2-х экспедициях на Кавказе.
1896 год — научная экспедиция Среднюю Азию в Туркестан и Тянь-Шань.

## Научные труды
Опубликовал около 200 научных исследований. Некоторые из них:
- V. Brotherus and T. Saelan. Musci Lapponiae Kolaensis. Acta Societas pro Flora et Flora Fennica. — 1890.
- V. Brotherus. Еnumeratio muscorum Caucasi. — 1892.
- V. Brotherus. Neue Beiträge zur Moosflora Japans. — 1899.
- V. Brotherus. Die Moose des arctischen Küstengebietes von Sibirien. — 1910.
- V. Brotherus. Die Laubmoose Fennoskandias. — 1923.

## Научное наследие
Собрал коллекцию образцов мха со всего мира. Она включает более 120 тысяч экземпляров. Университет в Гельсинфорсе купил у Бротеруса его коллекцию за 220 тысяч финских марок. Сейчас она хранится как отдельная коллекция в Ботаническом музее при Хельсинкском университете.

### Признание
В его честь названы многочисленные роды и виды мхов, например, Brothera, Brotherella, Brotherobryum.
В Финляндии его именем назван журнал «Bryobrothera», который издает Бриологическое общество.

## Семья
Брат — Александр Валериан Бротерус, финский генерал-лейтенант, служивший в армии Российской Империи.